# 1953年オランダグランプリ
1953年オランダグランプリ (1953 Dutch Grand Prix) は、1953年のF1世界選手権第3戦として、1953年6月7日にザントフォールト・サーキットで開催された。
1952年と1953年は通常適用されるフォーミュラ1のレギュレーションではなく、フォーミュラ2のレギュレーションが適用された。

## レース概要
前年は8月に開催されたオランダグランプリだが、1953年は6月に移動された。 フェラーリは開幕戦アルゼンチンGPに引き続き、アルベルト・アスカリ、ルイジ・ヴィッロレージ、ジュゼッペ・ファリーナ、マイク・ホーソーンの4人がワークス参戦、ルイ・ロジェがプライベート参戦。 フェラーリの対抗馬であるマセラティは、ファン・マヌエル・ファンジオ、ホセ・フロイラン・ゴンザレス、フェリーチェ・ボネットの3人がアルゼンチンGPに引き続きワークス参戦、エマヌエル・ド・グラッフェンリードがエンリコ・プラーテからプライベート参戦。ゴルディーニはアルゼンチンGPでマシンを共有したモーリス・トランティニアンとハリー・シェルに加え、F1デビュー戦となるロベルト・ミエレスの3台体制。コンノートはケネス・マッカルパインとロイ・サルヴァドーリに加え、スターリング・モスの3台体制、ジョニー・クレエがエキュリー・ベルゲからプライベート参戦。HWMはピーター・コリンズとランス・マックリンの2台体制。 ケン・ウォートンはクーパー・ブリストルでプライベート参戦。
アスカリが5戦連続（ヨーロッパのチームが1台も参戦しなかったインディ500を除く）のポールポジション。アスカリに続き、ファンジオとファリーナがフロントロー。ヴィッロレージとゴンザレスが2列目。ホーソーン、ド・グラッフェンリード、ロジェが3列目。ボネットは13番手で5列目からスタートとなった。
レースはコースが砂により滑りやすく、非常に難しい状況となった。アスカリは全周回トップを走り優勝、チームメイトのファリーナが2位に続き、ヴィッロレージはファステストラップを記録するがスロットルのトラブルでリタイアした。ゴンザレスはサスペンションのトラブルのため22周でリタイアとなったが、3周後にボネットのマシンへ乗り換え、アルゼンチンGP同様ホーソーンを抜き3位入賞を果たし、フェラーリの1-2-3を阻止した。ファンジオはフェラーリ3台に続く4位を走行していたが、アクセルが壊れリタイアとなった。ド・グラッフェンリードは5位に入賞し、1951年スイスグランプリ以来のポイント獲得となった。
アスカリは8連勝（インディ500を除く）でドライバーズランキング首位。2位のビル・ブコビッチはインディ500の勝者であるため、アスカリの実質的なライバルはチームメイトの3位ヴィッロレージと4位ファリーナとなる。ゴンザレスとホーソーンはファリーナと同ポイントでアスカリと11ポイント差だが、最上位回数でファリーナを下回る。

## エントリーリスト
| No.     | ドライバー                         | エントラント                           | コンストラクター | シャシー | エンジン                    | タイヤ |
| ------- | ---------------------------------- | -------------------------------------- | ---------------- | -------- | --------------------------- | ------ |
| 2       | アルベルト・アスカリ               | スクーデリア・フェラーリ               | フェラーリ       | 500      | フェラーリ Type 500 2.0L L4 | P      |
| 4       | ルイジ・ヴィッロレージ             | スクーデリア・フェラーリ               | フェラーリ       | 500      | フェラーリ Type 500 2.0L L4 | P      |
| 6       | ジュゼッペ・ファリーナ             | スクーデリア・フェラーリ               | フェラーリ       | 500      | フェラーリ Type 500 2.0L L4 | P      |
| 8       | マイク・ホーソーン                 | スクーデリア・フェラーリ               | フェラーリ       | 500      | フェラーリ Type 500 2.0L L4 | P      |
| 10      | ルイ・ロジェ                       | エキュリー・ロジェ                     | フェラーリ       | 500      | フェラーリ Type 500 2.0L L4 | D      |
| 12      | ファン・マヌエル・ファンジオ       | オフィシーネ・アルフィエリ・マセラティ | マセラティ       | A6GCM-53 | マセラティ A6G 2.0L L6      | P      |
| 14      | ホセ・フロイラン・ゴンザレス       | オフィシーネ・アルフィエリ・マセラティ | マセラティ       | A6GCM-53 | マセラティ A6G 2.0L L6      | P      |
| 16      | フェリーチェ・ボネット 1           | オフィシーネ・アルフィエリ・マセラティ | マセラティ       | A6GCM-53 | マセラティ A6G 2.0L L6      | P      |
| 18      | エマヌエル・ド・グラッフェンリード | エンリコ・プラーテ                     | マセラティ       | A6GCM-53 | マセラティ A6G 2.0L L6      | P      |
| 20      | ハリー・シェル                     | エキップ・ゴルディーニ                 | ゴルディーニ     | T16      | ゴルディーニ 20 2.0L L6     | E      |
| 22      | ロベルト・ミエレス 2               | エキップ・ゴルディーニ                 | ゴルディーニ     | T16      | ゴルディーニ 20 2.0L L6     | E      |
| 24      | モーリス・トランティニアン         | エキップ・ゴルディーニ                 | ゴルディーニ     | T16      | ゴルディーニ 20 2.0L L6     | E      |
| 26      | ロイ・サルヴァドーリ               | コンノート・エンジニアリング           | コンノート       | タイプA  | リー・フランシス 2.0L L4    | D      |
| 28      | ケネス・マッカルパイン             | コンノート・エンジニアリング           | コンノート       | タイプA  | リー・フランシス 2.0L L4    | D      |
| 30      | ジョニー・クレエ                   | エキュリー・ベルゲ                     | コンノート       | タイプA  | リー・フランシス 2.0L L4    | E      |
| 32      | ケン・ウォートン                   | ケン・ウォートン                       | クーパー         | T23      | ブリストル BS1 2.0 L6       | D      |
| 34      | スターリング・モス                 | コンノート・エンジニアリング           | コンノート       | タイプA  | リー・フランシス 2.0L L4    | D      |
| 36      | ピーター・コリンズ                 | HWモータース                           | HWM              | 53       | アルタ F2 2.0L L4           | D      |
| 38      | ランス・マックリン                 | HWモータース                           | HWM              | 53       | アルタ F2 2.0L L4           | D      |
| 40      | フレッド・ワッカー 3               | エキップ・ゴルディーニ                 | ゴルディーニ     | T16      | ゴルディーニ 20 2.0 L6      | E      |
| ソース: |                                    |                                        |                  |          |                             |        |

追記
^1 — マセラティの16号車はボネットが25周走り、残りの周回は既にリタイアとなったゴンザレスが走った。
^2 — ゴルディーニの22号車は、当初ジャン・ベーラがエントリーされていたが、非選手権のポーGPで負傷し欠場したため、ミエレスに交代した。
^3 — ワッカーは予選に出走せず。ワッカーのエンジンはシェルが使用した。

## 結果

### 予選
| 順位    | No. | ドライバー                         | コンストラクター            | タイム | 差    |
| ------- | --- | ---------------------------------- | --------------------------- | ------ | ----- |
| 1       | 2   | アルベルト・アスカリ               | フェラーリ                  | 1:51.1 | —     |
| 2       | 12  | ファン・マヌエル・ファンジオ       | マセラティ                  | 1:52.7 | +1.6  |
| 3       | 6   | ジュゼッペ・ファリーナ             | フェラーリ                  | 1:53.0 | +1.9  |
| 4       | 4   | ルイジ・ヴィッロレージ             | フェラーリ                  | 1:53.7 | +2.6  |
| 5       | 14  | ホセ・フロイラン・ゴンザレス       | マセラティ                  | 1:54.1 | +3.0  |
| 6       | 8   | マイク・ホーソーン                 | フェラーリ                  | 1:54.9 | +3.8  |
| 7       | 18  | エマヌエル・ド・グラッフェンリード | マセラティ                  | 1:58.7 | +7.6  |
| 8       | 10  | ルイ・ロジェ                       | フェラーリ                  | 1:59.5 | +8.4  |
| 9       | 34  | スターリング・モス                 | コンノート-リー・フランシス | 2:00.0 | +8.9  |
| 10      | 20  | ハリー・シェル                     | ゴルディーニ                | 2:00.1 | +9.0  |
| 11      | 26  | ロイ・サルヴァドーリ               | コンノート-リー・フランシス | 2:00.5 | +9.4  |
| 12      | 24  | モーリス・トランティニアン         | ゴルディーニ                | 2:01.2 | +10.1 |
| 13      | 16  | フェリーチェ・ボネット             | マセラティ                  | 2:01.5 | +10.4 |
| 14      | 28  | ケネス・マッカルパイン             | コンノート-リー・フランシス | 2:01.9 | +10.8 |
| 15      | 38  | ランス・マックリン                 | HWM-アルタ                  | 2:02.4 | +11.3 |
| 16      | 36  | ピーター・コリンズ                 | HWM-アルタ                  | 2:03.1 | +12.0 |
| 17      | 30  | ジョニー・クレエ                   | コンノート-リー・フランシス | 2:03.9 | +12.8 |
| 18      | 32  | ケン・ウォートン                   | クーパー-ブリストル         | 2:06.4 | +15.3 |
| 19      | 22  | ロベルト・ミエレス                 | ゴルディーニ                | 2:08.5 | +17.4 |
| ソース: |     |                                    |                             |        |       |

### 決勝
| 順位    | No. | ドライバー                                          | コンストラクター            | 周回数 | タイム/リタイア原因 | グリッド | ポイント |
| ------- | --- | --------------------------------------------------- | --------------------------- | ------ | ------------------- | -------- | -------- |
| 1       | 2   | アルベルト・アスカリ                                | フェラーリ                  | 90     | 2:53:35.8           | 1        | 8        |
| 2       | 6   | ジュゼッペ・ファリーナ                              | フェラーリ                  | 90     | + 10.4              | 3        | 6        |
| 3       | 16  | フェリーチェ・ボネット ホセ・フロイラン・ゴンザレス | マセラティ                  | 89     | + 1 Lap             | 13       | 2        |
| 4       | 8   | マイク・ホーソーン                                  | フェラーリ                  | 89     | + 1 Lap             | 6        | 3        |
| 5       | 18  | エマヌエル・ド・グラッフェンリード                  | マセラティ                  | 88     | + 2 Laps            | 7        | 2        |
| 6       | 24  | モーリス・トランティニアン                          | ゴルディーニ                | 87     | + 3 Laps            | 12       |          |
| 7       | 10  | ルイ・ロジェ                                        | フェラーリ                  | 86     | + 4 Laps            | 8        |          |
| 8       | 36  | ピーター・コリンズ                                  | HWM-アルタ                  | 84     | + 6 Laps            | 16       |          |
| 9       | 34  | スターリング・モス                                  | コンノート-リー・フランシス | 83     | + 7 Laps            | 9        |          |
| Ret     | 4   | ルイジ・ヴィッロレージ                              | フェラーリ                  | 67     | スロットル          | 4        | 1        |
| Ret     | 28  | ケネス・マッカルパイン                              | コンノート-リー・フランシス | 63     | エンジン            | 14       |          |
| Ret     | 20  | ハリー・シェル                                      | ゴルディーニ                | 59     | トランスミッション  | 10       |          |
| NC      | 30  | ジョニー・クレエ                                    | コンノート-リー・フランシス | 52     | 規定周回数不足      | 17       |          |
| Ret     | 12  | ファン・マヌエル・ファンジオ                        | マセラティ                  | 36     | アクセル            | 2        |          |
| Ret     | 22  | ロベルト・ミエレス                                  | ゴルディーニ                | 28     | トランスミッション  | 19       |          |
| Ret     | 14  | ホセ・フロイラン・ゴンザレス                        | マセラティ                  | 22     | リアアクセル        | 5        |          |
| Ret     | 32  | ケン・ウォートン                                    | クーパー-ブリストル         | 19     | ウィッシュボーン    | 18       |          |
| Ret     | 26  | ロイ・サルヴァドーリ                                | コンノート-リー・フランシス | 14     | エンジン            | 11       |          |
| Ret     | 38  | ランス・マックリン                                  | HWM-アルタ                  | 7      | スロットル          | 15       |          |
| ソース: |     |                                                     |                             |        |                     |          |          |

ファステストラップ
- ルイジ・ヴィッロレージ（フェラーリ） 1:52.8（59周目）

ラップリーダー
- アルベルト・アスカリ (Lap 1-90)

## 注記
- 車両共有:
  - 16号車：フェリーチェ・ボネット(25周）、ホセ・フロイラン・ゴンザレス(64周）。3位に入賞したため、両者が2ポイントずつ獲得した
- デビュー戦：ロベルト・ミエレス

## 第3戦終了時点でのランキング
ドライバーズ・チャンピオンシップ
|    | 順位 | ドライバー             | ポイント |
| -- | ---- | ---------------------- | -------- |
|    | 1    | アルベルト・アスカリ   | 17       |
|    | 2    | ビル・ブコビッチ       | 9        |
|    | 3    | ルイジ・ヴィッロレージ | 7        |
| 26 | 4    | ジュゼッペ・ファリーナ | 6        |
| 1  | 5    | アート・クロス         | 6        |

- 注：トップ5のみ表示。ベスト4戦のみがカウントされる。